# 吴运铎

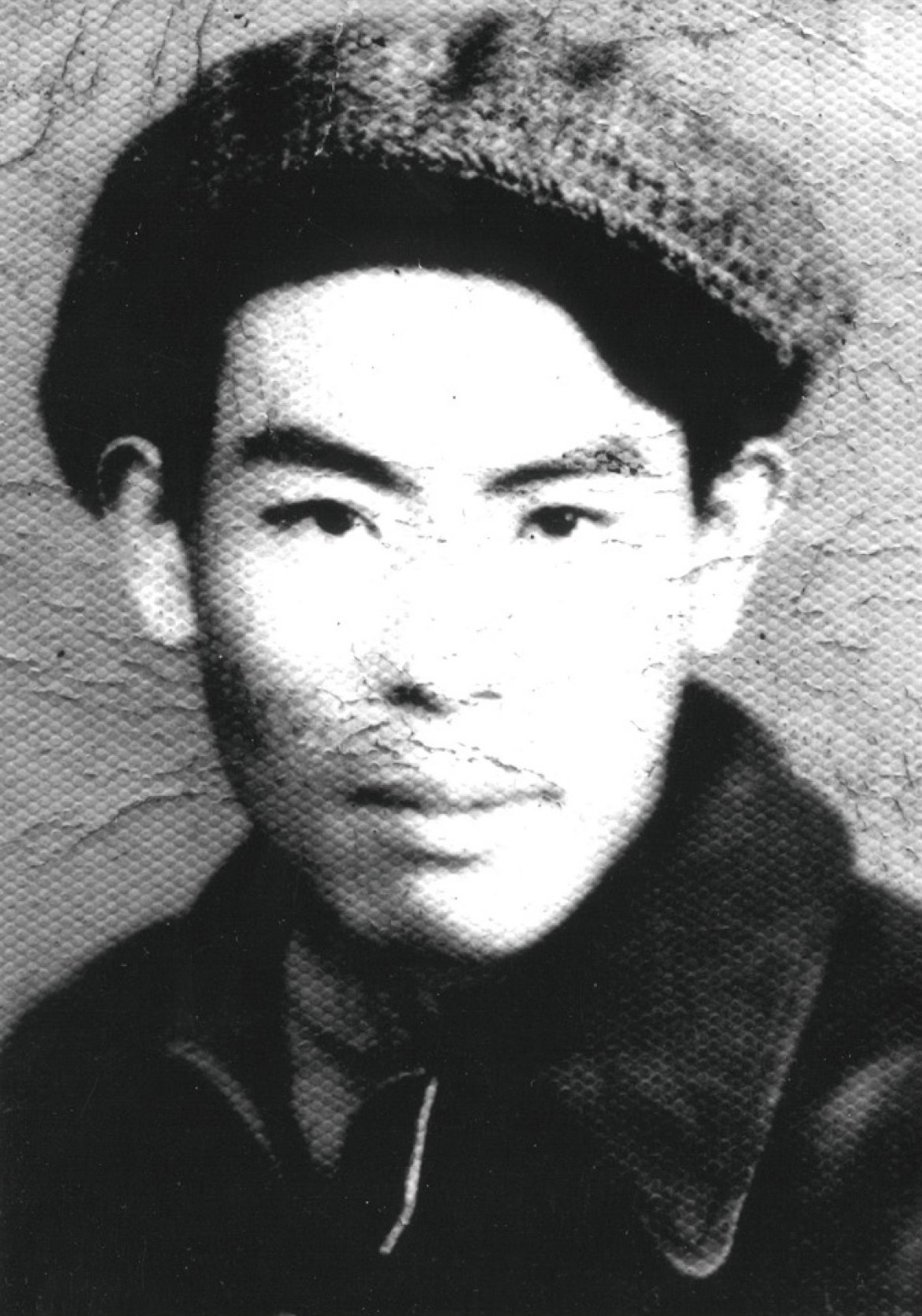
年轻时的吴运铎

吴运铎（1917年—1991年5月2日），祖籍湖北武汉蔡甸，出生于江西萍乡安源区，抗日战争时期新四军革命根据地兵工事业的开拓者。1938年参加新四军，1939年加入中国共产党。历任新四军司令部修械所车间主任，淮南根据地子弹厂厂长、军工部副部长，华中军工处炮弹厂厂长，大连联合兵工企业引信厂厂长，株洲兵工厂厂长，中南兵工局第二副局长，机械科学研究院副总工程师，五机部科学研究院副院长、顾问等职。吴运铎是中华人民共和国第一代工人作家，在研发军工产品时因工伤落下残疾，有「中國的保爾·柯察金」之稱。

## 历史履历
1917年1月17日，出生于萍乡煤矿一个职员家庭，少时家庭贫困，7岁跟着哥哥去安源路矿工人工会办的第三子弟小学读书，由于煤矿拖欠工人的工资，家里的生活陷入困境，到了没有饭吃的地步，迫于生活的无奈，在安源煤矿读完小学四年级便辍学回家去挑煤，捡炭渣。他很聪慧，喜欢在机器旁看工人师傅操作，询问师傅问题；后参加儿童团，常去安源工人俱乐部听时事报告；13岁时，在熟人的介绍下，进入了富源煤矿的电机车间，过着艰苦的学徒生活，受尽了的剥削和凌辱，接受了左翼革命思想。
1938年，他和另外三名会钳工的安源工人，带着中共安源党支部的介绍信，辗转来到皖南参加了新四军，并分配到修械所，从此与革命的兵工事业结下了不解之缘，成为一名修械工人。吴运铎和战友们克服种种困难，白手起家，在一个月内就建起了制造、修配、枪托、锻铸造等车间，安上土机器，成功地制造出了第一批新步枪，送往前线部队。1939年8月吴运铎加入了中国共产党。他在《把一切献给党》中说到，“从此似乎有了使不完的劲，要为革命事业添砖瓦。”任新四军司令部修械所修械班长。
1940年发动机的摇柄突然掉下，砸伤他的左脚，后来伤口发炎，他发高烧40多度，左腿感染。医生挖去腐烂的肌肉，在他的踝骨处留下一个月牙形的大洞，吴运铎不得不拄着双拐走路，兵工厂因皖南事件随部队转移，他硬是拄着拐杖，步行800里，到达目的地，上级任命他为淮南根据地子弹厂的厂长。吴运铎埋头研究，小心翼翼地把弹头拔下来，揣摩子弹的各部分构造，计算各种用料的重量，又用破铜破铁作原料，用食用酒蒸馏成酒精，配以雄黄和洋硝，研制出了子弹，后来又陆续制造出炮弹、地雷、枪榴弹、平射炮。
1941年，为抢修一批炮弹，为了修复前方急需的旧炮弹，他从报废雷管中拆取雷汞做击发药，虽然事先用水浸过，但雷管还是在他手中突然爆炸，他的左手被炸掉4根手指，左腿膝盖被炸开，露出膝盖骨，左眼几近失明，昏迷不醒15天。历任新四军第二师军工部副部长、大连建新公司工程部副部长兼引信厂厂长等职。1947年在一次炮弹爆炸实验中，和吴屏周厂长一起检查射出去的哑火炮弹。突然，炮弹爆炸，吴屏周当场牺牲，吴运铎左手腕被炸断，右腿膝盖以下被炮弹炸劈一半，脚趾也被炸掉一半，右眼崩进一粒铁砂，成了一个血人。抢救的医生怕他麻醉后醒不过来，做手术时连麻药也没敢用，医生用X光检查后，发现他右眼里还残存一块小弹片取不出来，就坦率地告诉他有失明的危险。在养病期间，他以苏联作家奥斯特洛夫斯基写的《钢铁是怎样炼成的》中主人公保尔·柯察金来激励自己，一边顽强地与伤残作斗争，一边学习、钻研兵工技术，在病床上撰写了兵工论文，并通过一间小型实验室研制出一种新型高级炸药。
1949年12月，吴运铎到苏联治疗眼疾，请专家为他取出了左眼内的碎片，重见光明；他还应邀参加了1950年“五一”劳动节红场观礼，参观了奥斯特洛夫斯基博物馆，后来这个博物馆还专门开设了“中国的保尔-吴运铎”展览。1950年5月回国任株洲兵工厂厂长，1950年10月任中南兵工局第二副局长兼技术处处长，447厂副厂长兼副总工程师，1952—1954年在原苏联远东兵工厂进修实习. 1954—1965年间，他主持无后坐力炮、高射炮、迫击炮和轻武器等多项重大课题研究。1957年6月二机部第一研究所首任所长，五机部机械科学研究院副院长等职，第一届全国人大代表。
1951年10月，中央人民政府政务院和全国总工会授予吴运铎全国劳动模范称号，邀请他到北京参加国庆观礼，党和国家领导人毛泽东、周恩来分别接见了他。1951年10月5日《人民日报》发表了一篇题为《钢铁是怎样炼成的-介绍中国的保尔·柯察金》的报道，从此“中国的保尔-吴运铎”这个名字就传遍了中国大陆。1952年，写成了近10万字的自述体小说《把一切献给党》，描述了他个人的经历。该书一经出版便风行一时，至今已发行1000余万册，并被翻译成俄、英、日、法等多种文字，还被改编成电影《九死一生》，影响和教育了几代人。全国各地都开展了学习吴运铎活动，有的工厂、学校还组织了“吴运铎小组”、“吴运铎班”、“保尔班”等等，开展劳动、学习竞赛。
他非常关心青少年的成长，应邀为学校、厂矿、机关、事业单位作报告不计其数；他经常通过书信、谈心、捐款等方式，鼓励残疾青年自强自立，并帮助他们解决实际困难，1991年他被国家民政部、人事部、中国残疾人联合会授予“全国自强模范”称号。1991年5月2日，吴运铎逝世。

## 家人
- 母亲万洪邱：1952年随大儿子吴运钧来到正在建设中的江南厂，定居江南28年。
- 大哥吴运钧：任江南厂卫生科副科长。
- 妹妹吴淑敏：江南厂医院药剂师
- 外甥周宪：北京理工大学毕业，在江南厂技术研究所工作
- 长女吴克